# Virtus Pallacanestro Bologna 1968-1969

## Roster
Candy Bologna 1968-69
- Gianfranco Lombardi (capitano)
- Giorgio Buzzavo
- Massimo Cosmelli
- Augusto D'Amico
- Giorgio Giomo
- Adolfo Marisi
- Enrico Mora
- Giuseppe Rundo
- Luigi Serafini
- Alfredo Skalecky
- Ettore Zuccheri

## Staff Tecnico
- Allenatore:  Jaroslav Šíp, da dicembre  Renzo Ranuzzi

## Risultati
- Serie A: 10ª classificata su 12 squadre (9-13)
- Coppa Italia: eliminata ai quarti di finale